# رائول گارسیا (بازیکن فوتبال زاده ۱۹۸۰)
رائول گارسیا (انگلیسی: Raúl García؛ زادهٔ ۱۱ سپتامبر ۱۹۸۰) بازیکن فوتبال اهل اسپانیا است.
از باشگاه‌هایی که در آن بازی کرده‌است می‌توان به باشگاه فوتبال رئال اویدو و باشگاه فوتبال میراندس اشاره کرد.